# Дубина (лісовий заказник, Маневицький район)
Дуби́на — лісовий заказник місцевого значення в Україні. Об'єкт розташований на території Маневицького району Волинської області, ДП «Маневицьке ЛГ», Маневицьке лісництво, квартал 25, виділ 23, квартал 26, виділ 10, квартал 29, виділи 5, 14, 19, квартал 30, виділи 8, 13. 
Площа — 70,1 га, статус отриманий у 1991 році.
Охороняється ділянка чистого насадження дуба звичайного (Quercus robur) віком 100–110 років. Висота стовбурів - 25 м, діаметр – 0,36 м. У підліску ростуть ліщина звичайна (Corylus avellana), крушина ламка (Frangula alnus), бузина чорна (Sambucus nigra), у трав'яному покриві – лікарські рослини: перстач прямостоячий (Potentilla erecta), багно звичайне (Ledum palustre) та ягідники: журавлина болотна (Vaccinium oxycoccos), лохина (Vaccinium uliginosum), чорниця (Vaccinium myrtillus).